# Schoten
Schoten este o comună din regiunea Flandra din Belgia. Suprafața totală a comunei este de 29,55 km². La 1 ianuarie 2008 comuna avea 33.256 locuitori. 
Schoten se învecinează cu comunele Brasschaat, Brecht, Anvers, Schilde și Wijnegem.

## Localități înfrățite
- Polonia: Tarnów;
- Țările de Jos: Voorschoten;
- România: Făgăraș.

1. ↑  Crossroad Bank of Enterprises, accesat în 13 iulie 2023